# Macrocondyla
Macrocondyla är ett släkte av tvåvingar. Macrocondyla ingår i familjen svävflugor.

## Dottertaxa tillMacrocondyla, i alfabetisk ordning[1]
- Macrocondyla albopilosa
- Macrocondyla amegiston
- Macrocondyla argentinae
- Macrocondyla bifasciata
- Macrocondyla bigoti
- Macrocondyla boliviana
- Macrocondyla brachyglossa
- Macrocondyla canescens
- Macrocondyla chorista
- Macrocondyla consobrina
- Macrocondyla falcata
- Macrocondyla flavinervis
- Macrocondyla flavopilosa
- Macrocondyla haywardi
- Macrocondyla hyalinipennis
- Macrocondyla hypoxantha
- Macrocondyla infumata
- Macrocondyla koslowskyi
- Macrocondyla landbecki
- Macrocondyla lugubris
- Macrocondyla manca
- Macrocondyla melanothrix
- Macrocondyla montana
- Macrocondyla pallipennis
- Macrocondyla penai
- Macrocondyla peridema
- Macrocondyla philippii
- Macrocondyla pictinervis
- Macrocondyla setosa
- Macrocondyla transandina